# Europa Lander
Europa Lander — проект спускаемого аппарата в рамках астробиологической миссии по изучению Европы, спутника Юпитера, разрабатывавшийся НАСА во второй половине 2010-х годов. По состоянию на 2023 год, миссия Europa Lander не включена в бюджет NASA и не является приоритетной в соответствии с десятилетним обзором планетарной науки, подготовленном в 2022 году для NASA Национальным научным фондом США. 
Целями миссии являются поиск биосигнатур в верхних слоях поверхности Европы, изучение состава поверхностного и подповерхностного материала, определение вероятности наличия жидкой воды под поверхностным слоем.

## История
Конгресс США обнародовал директиву по поводу миссии на Европу со спускаемым аппаратом, после чего НАСА инициировало проработку этой миссии в 2016 году. Дивизион НАСА по изучению планет (англ. Planetary Science Division) опубликовал свой отчёт по миссии в феврале 2017 года, который содержал результаты полугодовой детальной проработки концепции данной миссии. Отчёт содержал данные по научной ценности и по возможному дизайну спускаемого на Европу аппарата.
Главной целью миссии будет поиск органических индикаторов жизни в настоящем или прошлом Европы. Вероятно, под ледяной поверхностью Европы находится океан из жидкой воды, причём его объём примерно в два раза превышает объём всех океанов на Земле. Спускаемый аппарат может изучить возможные следы выхода воды и застывших солей из этого океана через расщелины на её поверхности.
Ранее НАСА проводило оценку проектов миссий со спускаемыми на Европу аппаратами в 2005 и в 2012 году. В 2014 году комитет конгресса США одобрил финансирование разработки миссии по изучению Европы в размере 80 млн долларов.

### Статус миссии
18 июля 2017 года подкомитет Палаты представителей США по космосу провёл слушания по проекту Europa Clipper, и обсудил возможность финансирования программы спускаемого аппарата Europa lander. Федеральный бюджет США 2018 и 2019 года не предполагал финансирования миссии Europa Lander.
По состоянию на 2023 год, миссия Europa Lander не включена в бюджет NASA и не является приоритетной в соответствии с десятилетним обзором планетарной науки, подготовленном в 2022 году для NASA Национальным научным фондом США.

## Цели
Три основных научных цели спускаемого аппарата Europa Lander включают в себя:
1. поиск признаков наличия жизни на Европе (биосигнатур) в настоящем или в прошлом
2. оценка вероятности наличия жизни посредством анализа материала с поверхности
3. изучение поверхностного и подповерхностного слоя Европы для будущих миссий.

## Запуск и траектория
При запуске в 2025 году с использованием ракеты Space Launch System (SLS) в 2027 году будет осуществлён гравитационный манёвр вокруг Земли, а в 2030 году состоится прибытие в систему Юпитера со спуском аппарата на Европу в течение одного года.

## Спуск
После выхода аппарата на орбиту Юпитера на протяжении порядка 18 месяцев космический аппарат будет постепенно сближаться с Европой, после чего начнётся сход с орбиты, спуск и приземление. Связь с Землёй должна осуществляться при помощи орбитального аппарата. У Европы имеется крайне разреженная атмфосфера из кислорода, а давление на поверхности составляет около 0,1 μPa, что на 12 порядков меньше, чем на Земле.
Основные стадии миссии Europa Lander включают в себя:
- Запуск с Земли
- Полёт к Юпитеру и выход на его орбиту
- Сход с орбиты Юпитера
- Фаза спуска на Европу
- Фаза приземления на поверхность Европы

Орбитальный аппарат Europa Clipper, который планируется запустить ранее, может служить дополнительным каналом коммуникации  для спускаемого аппарата. Также рассматриваются варианты включения отдельного от Europa Clipper телекоммуникационного спутника в состав миссии со спускаемым аппаратом.

### Рельеф поверхности
Согласно данным исследования, опубликованного в октябре 2018 года, большая часть поверхности Европы может быть покрыта ледяными иглами (кальгаспорами) высотой до 15 метров. Это создает серьёзную угрозу для безопасного спуска аппарата на поверхность, поэтому перед осуществлением спуска требуется тщательное исследование поверхности в высоком разрешении для поиска подходящей площадки. Такое исследование может быть проведено аппаратами Europa Clipper и Jupiter Icy Moons Explorer (JUICE), запуск которых планируется в начале 2020-х годов.

### Источник питания
После посадки на поверхность аппарат сможет работать около 20 дней на химических батареях без использования солнечной энергии или радиоизотопного термоэлектрического генератора (РИТЭГ). У НАСА имеется лишь небольшое количество плутония-238 для создания РИТЭГов, причём НАСА использует их для марсоходов и аппаратов  типа «Вояджер». РИТЭГи могут питать космические аппараты на протяжении десятилетий: например, аппараты «Вояджер-1» и «Вояджер-2», запущенные ещё в 1977 году, до сих пор функционируют. Также возможно использование солнечных батарей, однако из-за высокой радиации на поверхности Европы солнечные панели подвергнутся быстрой деградации.
Ещё одним фактором, влияющим на срок функционирования аппарата, будет высокая радиация (около 540 бэр в сутки). Ранее высокая радиация Юпитера повредила электронику на аппарате «Галилео».

## Научное оборудование
Научное оборудование для спускаемого аппарата должно быть разработано для функционирования в условиях высокого радиационного фона на поверхности Европы. Возможно создание защищённого от радиации отсека внутри аппарата, подобного используемому  на «Юноне».
В мае 2017 года НАСА объявило о сборе предложений по составу научного оборудования для спускаемого на Европу аппарата. Предложения были рассмотрены в течение 2019 года. Возможный состав научного оборудования для спускаемого аппарата может включать:
- Система для сбора образцов с механизмами бурения или плавления льда
- Цветные стереокамеры
- Сейсмограф
- Инфракрасный спектрометр и Раман-спектрометр
- Масс-спектрометр
- Магнитометр
- Оптический и флуоресцентный микроскопы